# Barksnäckor
Barksnäckor (Enidae) är en familj inom stammen blötdjur som tillhör klassen snäckor.
Barksnäckor hör till landlungsnäckorna och är landlevande.
Typsläkte för familjen är Ena.